# Акуаа, Джордж
Джордж Уилсон Акуаа (англ. George Wilson Acquaah; 3 октября 1925 — 18 декабря 1963) — ганский легкоатлет, выступавший в беге на короткие дистанции. Участник летних Олимпийских игр 1952 года.

## Биография
Джордж Акуаа родился 3 октября 1925 года.
В 1952 году вошёл в состав сборной Золотого Берега на летних Олимпийских играх в Хельсинки. В беге на 100 метров занял 5-е место в 1/8 финала, показав результат 11,2 секунды и уступив 0,3 секунды попавшему в четвертьфинал со 2-го места Тео Сату из Нидерландов. В эстафете 4х100 метров сборная Золотого Берега, за которую также выступали Габриэль Ларьеа, Джон Овусу и Огастус Лоусон, заняла 4-е место в четвертьфинале, показав результат 42,1 секунды и уступив 0,2 секунды попавшей в полуфинал с 3-го места команде Кубы. Также был заявлен в беге на 200 метров, но не вышел на старт.
Умер 18 декабря 1963 года.